# 장성층
장성층(Jangseong formation, 長省層)은 대한민국 삼척탄전, 강릉탄전, 정선-평창탄전, 영월탄전, 단양탄전에 분포하는 평안 누층군의 퇴적암 지층이며 다량의 무연탄을 포함하고 있어 과거 1960~1990년대 산업발전 시대 이 지층에서 많은 무연탄이 채굴되었다. 장성층은 과거 사동층 상부에 해당하는 지층이며 장성층의 이름은 태백시 장성동에서 유래되었다. 장성층은 보통 JA, JB, JC, JD 4개 층으로 구분된다.

## 개요
대한민국에 분포하는 평안 누층군은 최대 1,400 m의 두께를 가진다. 평안 누층군은 과거 하부로부터 홍점통(→만항층), 사동통(→금천층, 장성층), 고방산통(→함백산층, 도사곡층, 고한층), 녹암통(→동고층)으로 구분하였다. 코다이라(Kodaira, 1924)는 북한 지역의 평남 분지에 분포하는 후기 고생대 퇴적암층을 평안계(system)라고 제안하였고, 카와사키(Kawasaki, 1927)와 타테이와(Tateiwa, 1931)는 평안계를 4개의 통(series; 현재의 층군에 해당) 즉 홍점통, 사동통, 고방산통 그리고 녹암통으로 구분하였다. 남한 지역의 태백산 분지에 분포하는 평안 누층군의 층서는 일본 학자들과 태박산지구지하자원조사단(GICTR, 1962)에 의해 처음으로 북한 지역과 유사한 4개의 통으로 구분되었다. 그러나 분단 이후 북한 지역의 접근이 불가능해졌을 뿐 아니라 평남 분지와 태백산 분지로 대표되는 양 지역 간의 암상 차이 및 대비 문제가 점차 제기되었다. 이에 1969년 정창희는 삼척탄전을 평안 누층군의 표식지로 삼고, 그 층서를 하부에서부터 만항층, 금천층, 장성층, 함백산층, 도사곡층, 고한층, 동고층으로 새로 설정하였다. 그리고 만항층과 금천층을 고목층군, 장성층과 함백산층을 철암층군, 도사곡층, 고한층, 동고층을 황지층군으로 설정하였다. 이들 지층명은 오늘날 대한민국에 분포하는 평안 누층군의 표준 층서로 자리잡아 현재는 대부분의 연구자가 이 명칭을 사용한다. 조선민주주의인민공화국의 평남 분지에 분포하는 평안 누층군은 하부로부터 홍점통, 입석통, 사동통, 고방산통 등으로 분류된다. 현재까지도 북한 지역에서는 사동통의 하부를 후기 석탄기의 입석통으로 분리한 것을 제외하면 같은 층서를 사용하고 있다.
평안 누층군의 지질 계통표와 층서는 다음과 같다. 그간 평안 누층군을 대상으로 이루어진 많은 조사 연구가 석탄 개발을 목적으로 한 바, 평안 누층군의 분포지는 일반적으로 지역명 뒤에 탄전(炭田)이라는 명칭을 붙여 사용한다.
| 지질 시대                      | 지질 시대                    | 지질 시대    | 지역     | 지역       | 지역          | 지역     | 지역     | 지역     | 지역     | 지역     | 지역     |
| 기                             | 세                           | 절           | 삼척탄전 | 강릉탄전   | 정선-평창탄전 | 영월탄전 | 단양탄전 | 보은탄전 | 화순탄전 | 평남분지 | 두만분지 |
| ------------------------------ | ---------------------------- | ------------ | -------- | ---------- | ------------- | -------- | -------- | -------- | -------- | -------- | -------- |
| 중생대 삼첩기 201.3–252.17 Mya | 중세 237–247.2 Mya           | 아니시안     | 동고층   |            | 박지산층      |          | 동고층   |          | -        | 태자원통 |          |
| 중생대 삼첩기 201.3–252.17 Mya | 전세 247.2–252.17 Mya        | 인두안       | 동고층   |            | 상원산층      |          | 동고층   |          | -        | 태자원통 |          |
| 고생대 페름기 252.17–298.9 Mya | 로핑기아 252.17–259.8 Mya    | ch           |          |            |               |          |          |          | -        | 고방산통 | 송상통   |
| 고생대 페름기 252.17–298.9 Mya | 과달루페 259.8–272.3 Mya     | 카피탄       | 고한층   | (언별리층) | 옥갑산층      |          | 고한층   |          |          | 고방산통 | 송상통   |
| 고생대 페름기 252.17–298.9 Mya | 과달루페 259.8–272.3 Mya     | 워디안       | 도사곡층 | 망덕산층   | 옥갑산층      |          | 도사곡층 |          | -        | 고방산통 | 송상통   |
| 고생대 페름기 252.17–298.9 Mya | 과달루페 259.8–272.3 Mya     | 로디안       | 도사곡층 | 망덕산층   | 옥갑산층      |          | 도사곡층 |          | 천운산층 | 고방산통 | 송상통   |
| 고생대 페름기 252.17–298.9 Mya | 시수랄리아 272.3–298.9 Mya   | 쿤쿠리안     | 함백산층 | 함백산층   | 옥갑산층      |          | 함백산층 | 함백산층 | 천운산층 | 고방산통 | 계룡산통 |
| 고생대 페름기 252.17–298.9 Mya | 시수랄리아 272.3–298.9 Mya   | 아르틴스키안 | 장성층   | 장성층     | 장성층        | 미탄층   | 장성층   | 장성층   | 함탄층   | 사동통   | 계룡산통 |
| 고생대 페름기 252.17–298.9 Mya | 시수랄리아 272.3–298.9 Mya   | 사크마리안   |          |            | 밤치층        | 밤치층   |          | 밤치층   |          | 사동통   | 암기통   |
| 고생대 페름기 252.17–298.9 Mya | 시수랄리아 272.3–298.9 Mya   | 아셀리안     |          |            | 밤치층        | 밤치층   |          | 밤치층   | 입석통   |          | 암기통   |
| 고생대 석탄기 252.17–298.9 Mya | 펜실베이니아 298.9–323.2 Mya | 모스크바     | 금천층   | 금천층     | 금천층        | 판교층   | 금천층   |          | 오음리층 | 홍점통   |          |
| 고생대 석탄기 252.17–298.9 Mya | 펜실베이니아 298.9–323.2 Mya | 모스크바     | 만항층   | 만항층     | 만항층        | 요봉층   | 만항층   | 만항층   | 용마산층 | 홍점통   |          |
| 고생대 석탄기 252.17–298.9 Mya | 펜실베이니아 298.9–323.2 Mya | 바시키르     | 만항층   |            | 만항층        | 요봉층   | 만항층   |          | 용마산층 |          |          |

## 삼척탄전

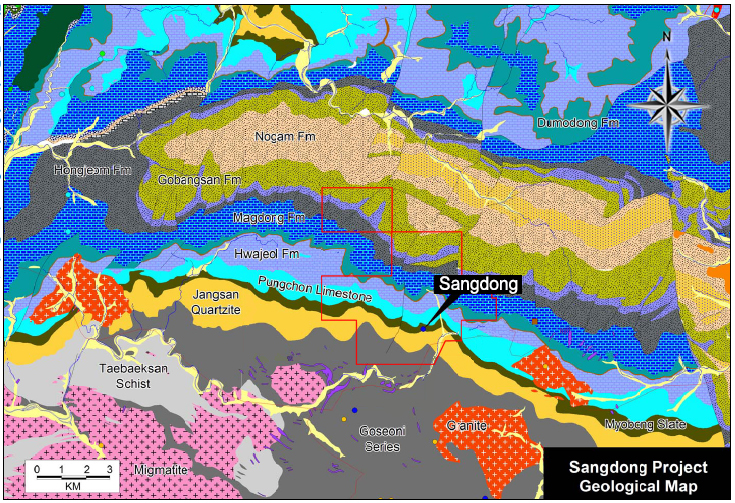
상동광산 주변의 지질도. 백운산 향사대의 구조가 잘 드러나 있다.

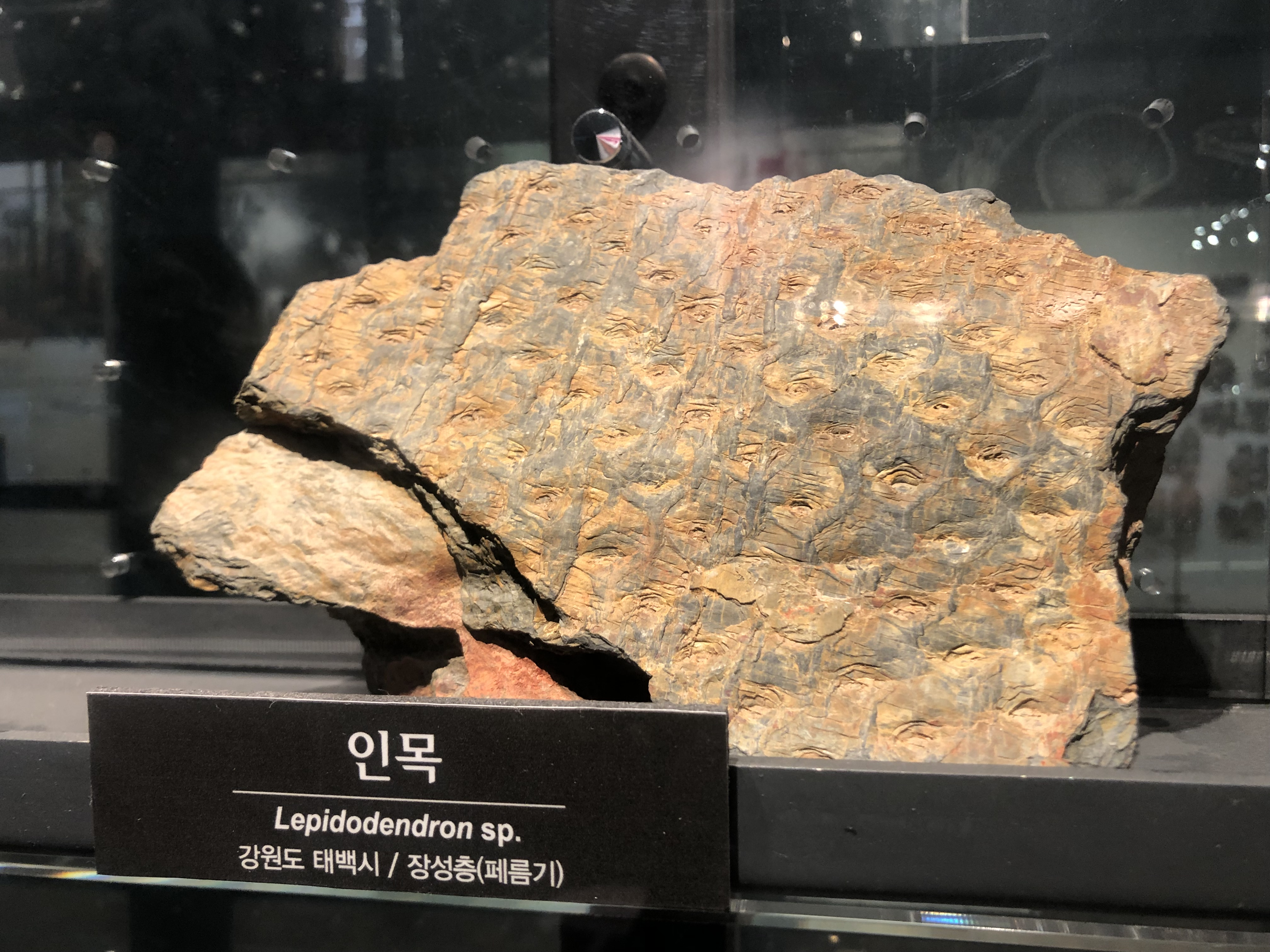
장성층 인목 화석 Lepidodendron sp.

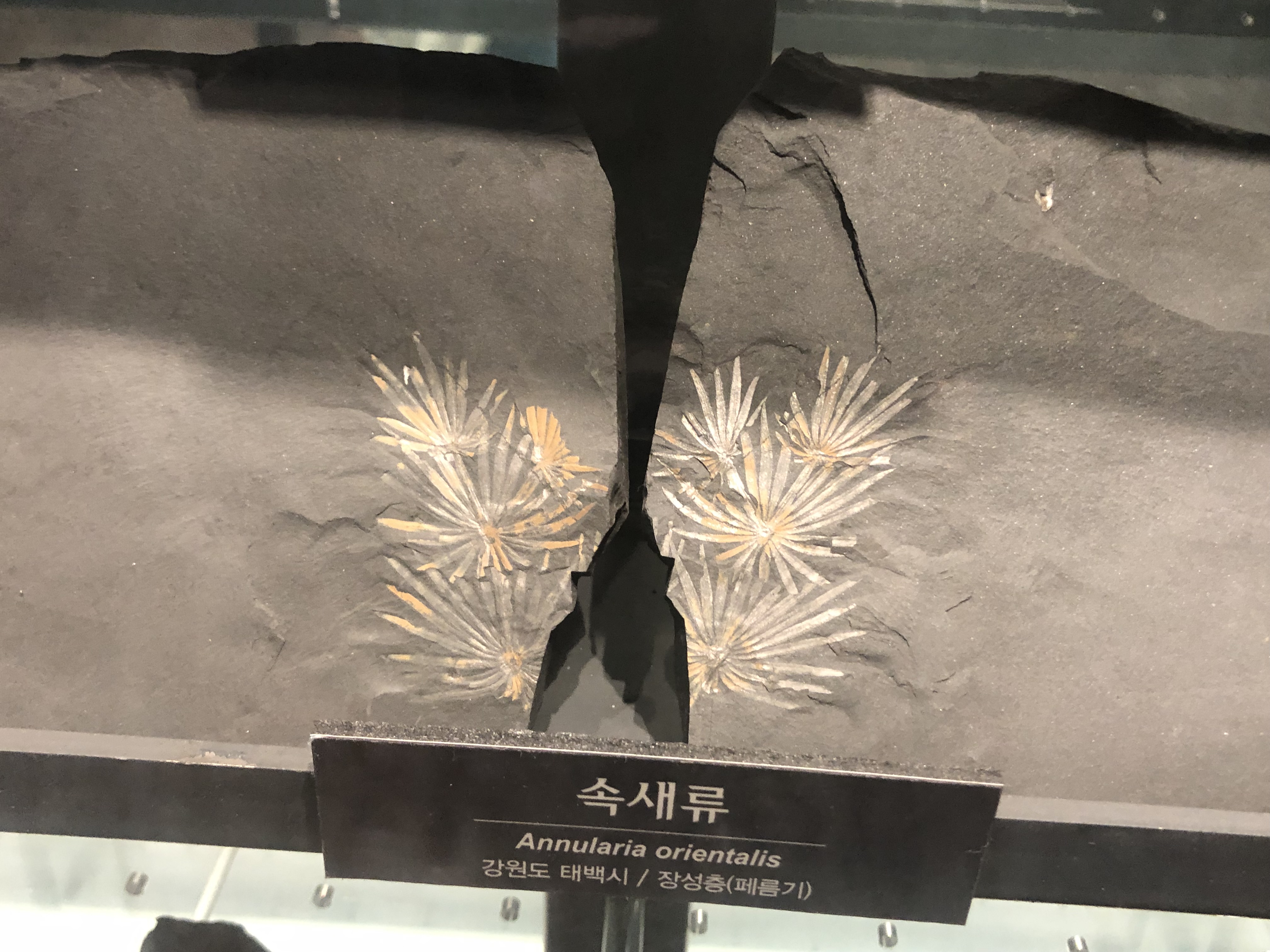
장성층 속새류 화석 Annularia orientalis

정창희(1969)는 장성층을 최하부 JA (20 m), 하부 JB (10~40 m), 중부 JC (50 m), 상부 JD (20 m) 4개의 윤회층으로 구분했다. 각각의 윤회층에는 석탄층이 협재된다. 장성층의 평균 두께는 100 m 이나 함백탄광에서 40 m, 백운산 근방에서 150 m 의 다양한 두께를 보인다. 장성층 하한은 JA층의 석탄층이나 탄질셰일 아래에 놓이는 기저 사암으로 규정된다. 장성층 상한은 함백산층과 장성층의 색깔이 달라 쉽게 결정할 수 있다. 장성층과 함백산층의 경계는 일부 지역에서 경사 부정합의 증거가 나타난다.
사동층 상부에 해당한는 장성층은 도계읍 상덕리에 있는 경동광업소에 소규모로 분포하며, 하부에 금천층과 만항층이 분포하지 않은 채로 조선 누층군과 단층으로 경계를 이룬다. 본 층은 (암)회색의 조립(粗粒) 사암, 흑색 내지 암회색의 중립 및 세립질 사암, 흑색 셰일, 탄질셰일 및 무연탄으로 구성된다. 본 층의 하부는 대체로 극조립(極粗粒)에서 중립(中粒)을 거쳐 세립질의 사암과 셰일 및 석탄층의 순서로 위로 갈수록 세립화(細粒化)하는 지층군이다. 상부는 거의가 흑색의 세립 내지 중립질 사암, 실트암 및 셰일로 구성된다.
장성층은 그 발달이 가장 잘 알려져 있고 양질의 석탄을 산출하는 곳으로 유명한 장성 부근의 함탄층에 붙여진 이름으로서 종래 사동통 상부에 해당하는 지층이다. 금천층과는 암석의 색이 같으나 석회암층을 포함하지 않는다. 장성층은 뚜렷한 회색 사암을 기저로 하는 최하위 윤회층(JA)으로 시작하여 JB, JC, JD 에 이르는 4매의 윤회층이 점차로 위로 겹쳐지는 특징적인 지층이다. 각 윤회층은 아래에서 위로 기저 사암, 셰일, 석탄층 및 셰일의 순서로 되어 있으며 JC 에는 대체로 가장 두꺼운 석탄층이 협재되어 있다. 장성층뿐만 아니라 삼척탄전 전체를 통틀어 윤회층 JC 중의 석탄층이 본(本)탄층 또는 중(中)층이라고 불리며 가행되었으며 간혹 JB 에도 가행이 가능한 석탄층이 하(下)탄층이라 불린다. 윤회층 JC 중에는 석탄층 상반에서 식물 화석이 많이 발견된다. 이들 화석에 의하면 장성층의 지질시대는 페름기이다. 장성층의 두께는 120~170 m이며 각 윤회층의 두께는 20~60 m이다. 그 중 가장 두꺼운 것이 JC이다.
삼척탄전 서부 지역에서의 장성층은 주로 암회색 조립 내지 중립 사암과 흑색 세립사암 및 셰일이며 3~5매의 석탄층을 협재한다. 장성층은 주요한 함탄층으로서 크게 보아 대체로 4개의 윤회층으로 구분된다. 각 윤회층을 하부로부터 설명하면 다음과 같다.
- 제1 윤회층 : 회색 내지 암회색 조립사암을 기저로 하여 흑색 세립사암과 셰일로 구성되며 윤회층 상부의 셰일 중에 1~2매의 얇은 석탄층을 협재한다. 본 윤회층의 두께는 20 m 내외이다.
- 제2 윤회층 : 암회색 조립 내지 중립사암을 기저로 하여 흑색 세립사암과 셰일이 교호(交互)한다. 본 윤회층 상부에 하(下)탄층이라 불리는 1매의 석탄층이 협재된다. 본 윤회층의 두께는 10~40 m이다. 본 윤회층의 기저 사암은 화절치 이서로부터 두위봉 남부지역까지 유백색을 띠어 함백산층과 매우 유사해 오인하기 쉽다. 실제 과거 그 지역에 개설된 몇 개의 갱도에서는 주(主)탄층에 착탄하지 못하였다. 이는 유백색 사암을 함백산층으로 오인하고 장성층의 최하위층을 주탄층으로 잘못 판단한 것에 기인한다. 곳에 따라서는 중탄층과 하탄층의 구분이 곤란하고 하탄층을 중탄층으로 오인하기 쉬운 경우가 있다.
- 제3 윤회층 : 암회색 조립 사암을 기저로 하여 흑색 세립사암과 셰일로 구성되며 1매의 석탄층을 협재한다. 이 석탄층을 중(中)탄층 또는 주(主)탄층이라 불리며 석탄층 상부의 셰일 중에 Pecopteris sp, Sphenopteris sp., Sphenophyllum sp., Lepidodendron sp., Cordaites sp., Calamites sp., Taeniopteris sp. 등 많은 종류의 식물 화석을 함유한다. 기저 사암은 10~30 m의 두께로서 연속성이 매우 좋아 운반 갱도 개설에 많이 이용되고 있다. 본 윤회층의 두께는 50 m 내외이다.
- 제4 윤회층 : 얇은층의 흑색 세립사암 또는 조립사암을 기저로 하여 셰일이 우세하게 퇴적되어 있으며 이 중에 얇은 석탄층을 협재한다. 이 탄층을 상(上)탄층이라 부른다. 대체로 석탄층의 발달이 빈약하여 거의 가행되지 못하였다. 본 윤회층의 셰일 중에는 제3 윤회층의 셰일에 함유된 화석과 동일한 식물 화석이 특히 많이 함유되어 있다. 본 윤회층의 두께는 20 m 내외이다.

함백산 단층 동부 태백시 소도동-장성동 지역에서의 장성층은 금천층을 부정합으로 덮으며 가행할 만한 석탄층들이 협재되는 매우 중요한 지층이다. 본 층은 상부로부터 중립-조립질 사암, 석탄층이 협재되는 셰일, 조립질 사암 및 셰일로 구성되어 있어서 4회의 윤회층으로 되어 있으며, 일반적으로 4~5매의 세립~조립질 사암, 4~5매의 셰일 및 3~4매의 석탄층의 교호대로 구성되어 있다. 장성층은 지역적으로 상당한 변화를 보여서, 하부의 윤회층들이 얇게 변하거나 아예 없는 경우도 있으며 암상(巖相)에 있어서도 지역적인 차이를 보이고 있다.
전희영(1985, 1887)은 장성층에서 페름기 아르틴스크절(Artinskian)의 식물화석 Annularia gracilescens Halle, Annularia mucronata Schenk, Annularia sphenophylloides (Zenker) Gutbier, Annularia stellata, Baiera, Calamites suckowii Brongniart, Calamites cistii Brongniart, Calamites sp. Tingia, Radictes, Strobilites 등을 발견하였다.
장성층은 과거 사동층의 상부로서 석탄층이 협재된 주요한 지층이다. 구성 암석은 흑색 세립질 내지 조립의 사암, 셰일 및 석탄(무연탄)이다. 이 지층은 기저 사암, 흑색 셰일, 석탄층 및 셰일을 단위로 하는 윤회층이 반복됨이 특징이다. 최하부의 윤회층은 암회색의 중립 내지 조립 사암을 기저로 하며, 그 위에 얇은 층의 석탄층과 흑색 셰일이 차례로 놓이게 된다. 이 윤회층의 상부 셰일 내에는 1~2매의 얇은 석탄층이 협재되나 가행은 되지 않는다. 두 번째 윤회층의 기저는 암회색의 중립 사암이며 상부는 흑색 셰일과 세립 사암이 교호된다. 이 윤회층에는 1 m 미만의 석탄층이 협재된다. 세 번째 윤회층의 기저는 암회색 조립 사암으로 구성되며 연속성이 양호하다. 이 조립 사암은 다른 윤회층의 사암들보다 두껍다. 이 윤회층에는 두께 2~5 m의 석탄층이 협재되며 주(主)탄층이라 불린다. 이 주탄층 상위에는 대체로 셰일이 놓이며 많은 식물 화석이 산출된다. 대표적인 식물 화석은 Taeniopteris, Cordaites, Sphenophyllum, Sigilaria, Calamites, Neuropteris, Lepidodendron 등이 있다. 장성층의 최상부에 놓이는 4번째 윤회층은 흑색 세립 사암, 흑색 셰일, 얇은 층의 탄층으로 구성된다. 이 윤회층의 셰일 내에도 많은 식물 화석이 산출된다. 장성층의 두께는 약 100 m이다.
삼척-고사리도폭 지질보고서(1994)에 의하면 장성층은 도계읍 상덕리에 있는 경동광업소에 소규모로 분포하며, 하부에 금천층과 만항층이 분포하지 않은 채로 조선 누층군과 단층으로 경계를 이루고 있다. 본 층은 (암)회색의 조립(粗粒) 사암, 흑색 내지 암회색의 중립 및 세립질 사암, 흑색 셰일 그리고 탄질 셰일 및 무연탄으로 구성되어 있다. 본 층의 하부는 대체로 극조립(極粗粒)에서 중립(中粒)을 거쳐 세립질의 사암과 셰일 및 석탄층의 순서로 위로 갈수록 세립화(細粒化)하는 지층군이다. 상부는 거의가 흑색의 세립 내지 중립질 사암, 실트암 및 셰일로 구성된다.

## 금천-장성층
이현석과 조성권(2006)은 금천층과 장성층이 그 경계부에서 암상이 점이적으로 변하고 두 지층이 암상에 의해 구분되지 않는다고 하여 두 지층을 하나로 묶어 금천-장성층(Geumcheon-Jangseong Formation)을 새로 제안하였다.
- 이현석과 조성권(2006)에 의해 새로 정해진 금천-장성층은 암회색/흑색 사암과 셰일로 이루어지며 회색의 석회암층이 협재된다. 강동 단면에서는 수 미터 두께의 생물교란(bioturbated) 석회암층이 협재된다. 상하부에 나타나는 흑색 셰일은 Annularia, Lobatannularia, Sphenophyllum, Neuropteris과 같은 식물 화석을 포함한다. 이러한 암상 조합은 얕은 조하대에서 해안 습지나 석호(coastal swamp or coastal lagoonal) 환경에서 퇴적된 것으로 해석된다. 지층의 두께는 장성 단면에서 90 m이다.[15]
- 이상민 등(2010)은 장성동 북서쪽 13 km의 강동 단면(N 37°09'43", E 128°52'53"), 장성동의 장성 단면(N 37°06'01", E 129°00'07"), 장성동 동쪽 5 km의 동광 단면 (N 37°06'12", E 129°03'15") 3개 단면을 조사하였다. 결과로 Rhipidomella parva n. sp. 그리고 Stenoscisma wooi n. sp. 2개 신종을 포함한 20속 23종의 완족류 화석을 바탕으로 금천-장성층에서 Choristites, Rhipidomella, Hustedia 3개의 완족동물 화석군을 찾아내었다.[16]
  - 구래 지역의 등산로에 드러난 강동 단면은 금천-장성층 하부에 해당하며 흑색 셰일, 암회색 실트스톤, 흑색 사암과 박층의 석회암으로 구성된다. 이곳의 2개 셰일 층준에서는 완족류와 이매패류 화석이 풍부하게 산출된다.
  - 금천 마을로 가는 길에 있는 장성 단면은 만항층 최상부에서 금천-장성층 최상부까지 150 m가 드러나 있다. 이 단면의 중부는 역암, 사암, 식물 화석이 산출되는 암회색과 흑색 셰일로 구성되며 완족류, 이매패류, 산호, 삼엽충 등의 화석이 산출되는 층준은 만항층과 금천-장성층의 경계에 가깝다. 단면의 상부는 역암, 흑색 사암과 셰일로 구성된다.
  - 구문소 인근의 사면에 200 m 두께로 드러난 동광 단면에는 금천-장성층의 대부분이 드러나 있다. 단면의 하부는 회색 실트스톤, 녹회색 사암, 불연속적인 석회암으로, 흑색의 괴상 사암과 셰일로 구성되어 있으며 중간에 식물 화석을 포함하는 두께 4 m의 회색 셰일층이 있다.

## 강릉탄전
안인리에서 묵호동에 이르는 동해안 일대와, 대관령 동방 4 km 지역에서부터 강릉 남방 12 km 지점인 만덕봉 부근에까지 이르는 지역은, 석탄이 산출되어 소위 강릉탄전(江陵炭田)으로 불리는 지역이다. 면적 190 km2에 이르는 강릉탄전에는 전국 석탄의 약 5%가 매장된 것으로 알려져 있으며 1980년대 말 약 90개의 탄광이 운영되었으나 석탄산업 합리화 사업으로 모두 폐광되었다.
강릉탄전의 장성층(Jangseong Formation)은 (암)회색의 중-조립사암과 암회색 및 흑색사암으로 구성되며 수 매의 석탄층이 협재되어 있다. 셰일층에는 Annularia, Cordaites, Stigmaria, Tingia, Tingiostachya 등의 식물 화석이 보고되어 있다. 지층의 두께는 150 m 정도이다.

## 정선-평창탄전

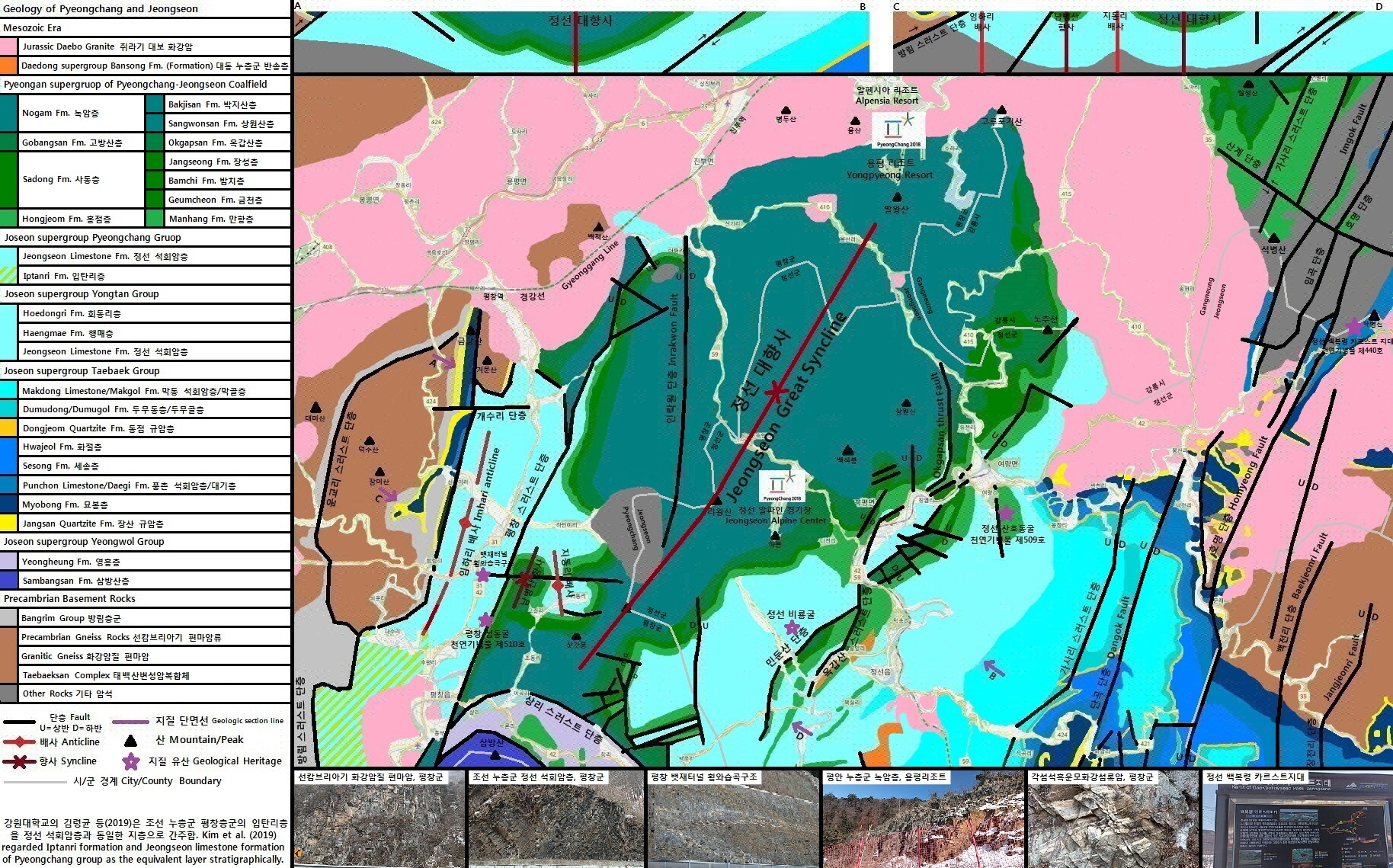
평창군-정선군 일대에 분포하는 평안 누층군

평창군과 정선군 경계 지역에는 광역적인 규모의 향사 습곡 정선 대향사(Jeongseon great syncline, 旌善大向斜)에 의해 평안 누층군이 매우 넓게 대칭적으로 분포하고 있어 평창군과 정선군 양쪽에 걸쳐 있다. 이 습곡에 의해 장성층도 평창, 정선 양쪽에 분포한다. 
정선-평창탄전의 장성층은 주로 흑색 셰일과 암회색 사암 그리고 3~4매의 무연탄층으로 구성되어 있으며 본 지층의 최상부로부터 50~60 m 하위에 비교적 연속성이 좋은 회색 조립(粗粒) 사암층이 협재되어 건층(열쇠층)의 역할을 하고 있다. 그러나 지역적으로는 본 사암층이 중립 내지 세립 사암층으로, 드물게는 실트스톤으로 점이되기도 한다. 장성층에 부존된 석탄층은 옥갑산층(고방산층) 기저부로부터 20~30 m 아래에 있는 상부 석탄층과 이로부터 20~30 m 아래에 있는 중부 석탄층 그리고 이로부타 약 50 m 아래 즉 장성층의 기저 조립사암 위쪽으로 약 15 m 에 하부 석탄층이 존재한다. 장성층은 주향의 아래의 금천층과 평행하며 암석의 색 또한 흑색 내지 암회색으로 금천층과 유사하다. 본 지층의 두께는 120 m이다.

## 단양탄전
단양탄전의 장성층은 과거 사동층 상부에 해당하는 지층이다. 금천층 위에 부정합으로 놓여 있으며 함백산층에 의해 정합으로 덮인다. 이 지층은 단양탄전의 주요 함탄층이다.
정창희(1971)에 의하면 장성층은 주로 흑색 셰일과 세립질 사암으로 구성되며 수 매의 석탄층을 포함한다. 대체로 단양탄전 북부에서는 조립사암을 하반으로 하고 그 위에 석탄층 1매를 함유한 윤회층(輪廻層; cyclothem)을 4매 겹친 삼척탄전의 장성층에 비교될 수 있겠으나 상부의 윤회층은 수 매 더 작은 윤회층으로 세분되는 경우가 있다. 단양탄전의 남부로 감에 따라 사암은 세립질로 변하여 윤회층의 특징이 희미해지게 된다. 본 층 상부에는 석탄층과 탄질셰일 및 셰일이 각각 수십 cm의 얇은 호층을 이루는 곳이 있으며 이런 경우에는 주(主)탄층을 찾기 어렵다. 장성층의 하한은 금천층 위에 오는 최하부 윤회층(JA)의 기저 사암으로 하고 상한은 함백산층의 회색 내지 유백색의 조립사암으로 된 기저 사암의 직하부로 한다.
장성층은 대체로 세립질사암과 셰일로 되어 있어 윤회층을 구별하기 쉽지 않으나 JA, JB, JC, JD 4개 윤회층으로 구분할 수 있다. JD는 다시 3매의 작은 윤회층으로 세분된다. 각 윤회층 중에는 1 내지 2매의 석탄층이 협재되어 있다. 삼척탄전에서는 JC의 석탄층이 가장 두꺼워 가행된다. 그러나 단양탄전에는 JC의 탄층은 국부적으로 채탄되지만 금천층에 가장 가까운 JA의 탄층이 발달하여 있다. JB 중의 석탄층은 JC의 것과 비슷하여 발달이 국부적이다. JD에는 석탄층이 거의 발견되지 않는다. 석탄층 상반에는 식물 화석의 흔적이 있으나 잘 보존된 것은 없다. 장성층의 두께는 100~170 m이다.
단양탄전의 가행 대상 석탄층은 장성층에 포함된다. 장성층 내에는 그 상부에 주 가행 대상이 되는 1매의 석탄층이 협재되며 이 석탄층 밑에 1~2매의 석탄층이 있으나 탄층의 발달이 양호한 곳에서만 국부적으로 개발되었다. 단양탄전 내 장성층의 두께는 석탄층의 발달과 밀접한 관계를 가지고 있음이 채탄 및 석탄 개발 결과 확인되었다. 구조적인 변화가 없는 곳에서의 장성층 두께는 100 m 내외이나 곳에 따라 심한 변화를 보여 어떤 지역에서는 30 m까지 줄어들기도 하고 300 m 이상으로 두꺼워지기도 하다. 
장성층의 두께가 70 m 이하로 줄어드는 곳에서는 주 가행 대상이 되는 장성층 상부 석탄층을 포함한 장성층 상부 지층의 분포가 없는 곳이 대부분이며 장성층의 두께가 100 m 정도인 지역에서는 대체로 석탄층의 발달이 빈약하고 단사(單斜) 구조를 이루는 것이 보통이다. 습곡 구조에 의해 장성층의 두께가 늘어난 지역에서만 채탄 가능한 석탄층이 부존되는 것으로 나타났다. 이러한 습곡 지대에서의 석탄층도 습곡의 축부에만 포켓을 형성하며 기타 연장선 상에서는 빈광(貧鑛)을 이룬다. 탄전 내 습곡대에서의 포켓은 그 규모에 있어서 매우 작은 편으로 탄폭 2~5 m가 보통이며 연장 또한 20 m 내외이다. 이들 습곡대에서 석탄층의 포켓은 좌우 연장부로는 불규칙하게 형성되나 상하부로는 일정한 방향성을 갖는다. 즉 포켓은 일정한 방향으로 침강하는데 이 방향을 따라 상하부로는 큰 변화 없이 비교적 연속성을 갖고 있어 탄전 내 주요 탄광에서는 이 부분을 채탄하고 있다.

### 단양 고수동굴
장성층은 삼척탄전의 사동층 상부에 해당하는 지층이다. 금천층을 부정합으로 덮고 있지만 오랜 관습으로 금천층과 함께 사동층으로 묶여 왔다. 장성층은 원래 단양읍 기촌리에 북동-남서 방향으로 발달하나 역단층에 의해 고수동굴 부근과 고수리 고개에도 드러나 있다. 고수리 고개에는 검은색의 석회암층을 협재한 금천층이 약간 얼굴을 내밀고 있지만 그 상위에 와야 할 장성층은 단층으로 잘려 없어지고 조선 누층군 막동 석회암층이 단층을 격하고 금천층과 접하여 있다. 
고수동굴 동방 400 m 부근과 동굴 앞 금곡천 왼편에는 장성층이 분포한다. 장성층은 암회색 셰일과 회색 사암으로 구성되며 1매의 석탄층이 협재되어 있다. 고수리에서는 과거 장성층의 석탄이 개발되었으나 지금은 폐광되었다. 또 동굴에서 남동쪽으로 800 m 되는 곳에도 금천층이 만항층과 장성층 사이에 협재되어 분포한다. 고수동굴 입구의 주차장에서 금곡천 건너편의 산을 보면 석탄층을 개발할 때 파낸 폐석더미 동쪽에 석회암이 보이는데 이 두 지점 사이에 고수리 단층이라 명명된 단층이 있다. 장성층은 그 분포의 폭이 100 m 내외, 두께는 80 m 정도이다.

## 같이 보기
- 평안 누층군
- 만항층
- 금천층
- 함백산층
- 태백시의 지질
- 강릉시의 지질
- 정선군의 지질
- 평창군의 지질
- 영월군의 지질
- 단양군의 지질
- 한국의 지질
- 무연탄 (석탄)